# Ferrari 246/256 F1
La Ferrari 246 F1 è stata la monoposto di Formula 1 che ha gareggiato nella stagione 1958. Guidata da Mike Hawthorn, ha vinto il campionato mondiale piloti e si è piazzata seconda nella prima edizione del campionato mondiale costruttori. Nella stagione successiva sarebbe stata sostituita dalla 256 F1, che ne rappresentava l'evoluzione, e poi dalla 156 F1, prima monoposto Ferrari a motore posteriore.

## Sviluppo
La stagione 1958 fu ricca di cambiamenti fondamentali per la Formula 1. In ambito regolamentare vennero infatti aboliti i supercarburanti e il cambio di pilota al volante di una stessa vettura della medesima squadra. Ma i cambiamenti più importanti furono quelli di tipo tecnico: vennero abbandonati i freni a tamburo in favore dei freni a disco e fecero la loro apparizione le prime Cooper-Climax a motore posteriore che avrebbero rivoluzionato il modo di intendere la Formula 1.
Dopo la parentesi della Ferrari-Lancia D50, la 246 F1 fu di nuovo un progetto interamente concepito in Ferrari. Come già accadde in passato, il primo passo verso la realizzazione della F1 fu una Formula 2 denominata Dino 156 F2.

Il collaudatore Martino Severi prova la Dino 156 F2 nei pressi di Modena. A destra, seduto sul muretto, Enzo Ferrari.

### Dino 156 F2

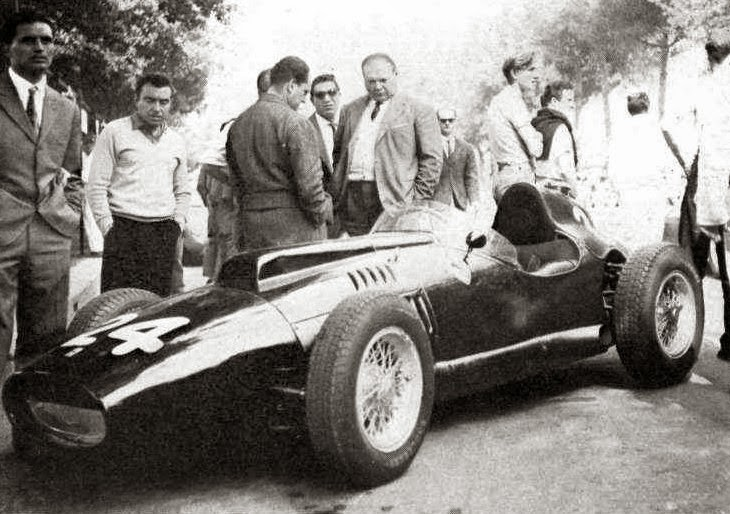
Dino 156 F2 al Gran Premio di Napoli 1957

La 156 F2 vide la luce per la prima volta verso la fine del 1956 ed era equipaggiata con il 6 cilindri a V progettato da Dino Ferrari, da qui il nome Dino, e Vittorio Jano scelto per ragioni di ingombro e rendimento meccanico. Il motore era caratterizzato da un angolo di inclinazione tra le bancate di 65° (per dar più spazio all'alimentazione -carburatori, condotti d'aspirazione e valvole- posta al centro della bancata) e da una cilindrata di 1.489 cm³ (essendo 1.500 cm³ il limite massimo per le F2 dell'epoca) che erogava 180 CV a 9.000 giri/min. Esteticamente era simile alla 801 da cui si distingueva per la diversa presa d'aria sul cofano e per le forme leggermente più affusolate.
In gara fece il suo esordio al Gran Premio di Napoli del 1957 e le prestazioni soddisfecero Luigi Musso che ne apprezzò le doti dinamiche. Fu schierata anche alle prove del Gran Premio di Monaco dello stesso anno per confrontarla con la 801 e suscitò molti consensi tranne che per la potenza del motore che si rivelò inadeguata ad affrontare la salita dopo Sainte Devote.

### 246 F1
Come avvenne per la 375 F1, divenuta tale attraverso la 275 F1 e la 340 F1, la cilindrata del motore della 156 F2 fu aumentato per gradi portandolo prima a 1.800 cm³, poi a 2.195 cm³ e infine a 2.417 cm³ per montarlo sulla 246 F1. Il 1.800 fu portato in gara al Gran Premio di Modena 1957 e il 2.195 e il 2.417 al Gran Premio del Marocco dello stesso anno. La versione da 2.417 cm³ erogava 285 CV a 8.500 giri/min. Fondamentale per lo sviluppo del propulsore fu il progettista Vittorio Jano, il quale aiutò notevolmente i tecnici Franco Rocchi e Andrea Fraschetti. La distribuzione era bialbero, con due valvole per cilindro inclinate tra di loro di 60°. L'angolo tra le due bancate era di 65°. Vennero adottati sei perni di manovella sfalsati per ottenere l'equidistanza fra le fasi utili, mentre i perni di banco erano quattro. I due alberi a camme in testa erano azionati da catene duplex montate nella parte anteriore del motore. Le valvole avevano un diametro di 52 mm nella sezione di aspirazione e 46 mm in quella di scarico.
La 246 F1 presentava inoltre un telaio tubolare a traliccio, introdotto per la prima volta sulla 553 F1, e sospensioni nuove sia all'anteriore che al posteriore. Per quanto riguarda i freni erano a tamburo autoventilanti sulle quattro ruote ma a partire dal GP d'Italia vennero sostituiti con i nuovi freni a disco Dunlop. La sezione anteriore della vettura aveva sospensioni indipendenti, mentre quella posteriore sfruttava un ponte De Dion.

### 256 F1

Una 256 F1 ferma ai box dell'areautodromo di Modena.

Già a partire dal 1958 era disponibile una versione del V6 con cilindrata di 2474 cm³ ma non venne adottato se non nel 1959 dando vita alla 256 F1 (anche se spesso ci si riferisce a lei sempre come 246 F1). Questo motore era in grado di sprigionare 290 CV a 8 600 giri/min. La 256 F1 presentava anche lei la novità dei freni a disco a cui si aggiunsero nuovi ammortizzatori telescopici Koni, gli pneumatici Dunlop in sostituzione degli Englebert e un nuovo sistema di sospensioni totalmente indipendenti al posteriore. La carrozzeria, adesso più profilata, era invece opera di Fantuzzi.
Tuttavia la presenza delle nuove vetture a motore posteriore rese la 256 F1 del tutto obsoleta anche se riuscì a cogliere qualche successo. La 256 F1 venne utilizzata anche nel 1960 in attesa della nuova Ferrari a motore posteriore. Le modifiche per quell'anno furono l'adozione di due serbatoi laterali per la benzina e di uno posteriore di riserva per l'olio nel tentativo di migliorare il comportamento dinamico dell'auto. Il motore fu poi avanzato di 25 cm e disassato in senso opposto, cioè orientato da sinistra a destra, in modo da far passare la trasmissione a lato del sedile del pilota ed abbassare il posto guida.

### 246/256 P
Al Gran Premio di Monaco 1960 fece il suo esordio la prima Ferrari da F1 a motore posteriore: la 246 (o 256) P. Essa era equipaggiata con il V6 da 2474 cm³ della 256 F1 e aveva due serbatoi collocati lateralmente ma era ancora lontana dalle prestazioni delle agili vetture inglesi. Infatti era ancora troppo pesante e non migliorava significativamente le prestazioni delle F1 a motore anteriore, inoltre mancava ancora di messa a punto. In seguito la 246 P non fu più vista in gara ma si continuò a provarla per studiare la dinamica sulle vetture a motore posteriore. Infatti questo fu il primo passo verso la realizzazione della 156 F1.

## Carriera agonistica

### 1958
La 246 F1 fu una monoposto piuttosto ben riuscita anche se dovette faticare non poco con la concorrenza. La nuova Vanwall, che era venuta alla ribalta l'anno prima, si dimostrò un avversario ostico e la presenza delle nuove Cooper-Climax a motore posteriore rese la vita difficile alle F1 a motore anteriore. La scelta di mettere il motore alle spalle del pilota si rivelò subito vincente e le Cooper-Climax del Rob Walker Racing Team vinsero le prime due gare stagionali in Argentina, con Moss, e a Monaco, con Trintignant. La 246 F1 non sfigurò conquistando un 2º e un 3º posto in Argentina (Musso e Hawthorn) e a Monaco (Musso e Collins).
Il GP d'Olanda vide ancora una volta la vittoria di Moss, nel frattempo passato alla Vanwall, e il 5º posto di Hawthorn. Il dominio della Vanwall fu tale anche in Belgio grazie a Tony Brooks anche se Hawthorn riuscì a conquistare un secondo posto davanti alla Vanwall di Stuart Lewis-Evans.
Al successivo gran premio di Francia arrivò la prima e unica vittoria stagionale di Mike Hawthorn che conquistò la vittoria davanti alla Vanwall di Moss e all'altra Ferrari di von Trips, quinto arrivò Peter Collins. In Gran Bretagna la Ferrari concesse il bis con Collins che vinse davanti a Hawthorn.

Cliff Allison prova la 256 F1 sulla pista junior di Monza

Le ultime cinque gare della stagione furono un monologo delle Vanwall di Brooks e Moss, ma a fine stagione il mondiale andò al ferrarista Hawthorn per un solo punto su Moss. Infatti l'inglese della Ferrari aveva dalla sua un maggior numero di piazzamenti, ben cinque secondi posti, e 5 giri veloci, che all'epoca valevano un punto, al contrario di Moss che aveva vinto sì quattro volte ma era incappato in cinque ritiri. La Vanwall poté comunque consolarsi con la vittoria del primo titolo costruttori nella storia della Formula 1.
Il ritorno ai vertici della Ferrari fu però segnato da tre gravi lutti. Infatti, a Reims Luigi Musso non sopravvisse alle ferite riportate dopo essere uscito di strada alla Curve du Calvaire e in Germania la stessa sorte toccò a Peter Collins. L'inglese morì nel tragitto verso l'ospedale dopo che la sua vettura si era cappottata più volte su sé stessa finendo poi contro un albero. Un commissario di pista che accorse a soccorrerlo udì Collins mormorare "Come Musso...", a causa della somiglianza dei due incidenti. L'ironia della sorte volle che anche Hawthorn morisse in un incidente stradale nei pressi di Londra dopo il suo ritiro dalle corse e a poche settimane dalla vittoria del mondiale.

### 1959
Per il 1959 la Ferrari ingaggiò Tony Brooks, Cliff Allison, Jean Behra, e Dan Gurney. Il 1959 fu inoltre l'anno della svolta in Formula 1. Infatti le monoposto a motore posteriore dimostrarono la loro superiorità nei confronti di quelle a motore anteriore. Queste ultime erano sì più potenti ma avevano un peso nettamente superiore che le rendeva impacciate rispetto alle leggere Cooper-Climax.
In generale le Ferrari non sfigurarono riuscendo a conquistare la vittoria in Francia e Germania con Tony Brooks che a fine stagione si classificò secondo dietro al campione del mondo Jack Brabham su Cooper-Climax. Hill e Gurney terminarono la stagione rispettivamente 4° e 6° conquistando in tutto 5 podi. Il francese Behra invece abbandonò la squadra dopo il GP di Gran Bretagna perché pretendeva gli si attribuisse il ruolo di prima guida cosa che Ferrari non gli concesse.

### 1960
Il 1960 fu una stagione di transizione. Infatti La Ferrari stava seriamente pensando al motore posteriore e affrontò quella stagione con la mente rivolta al futuro. Infatti il dominio delle leggere Cooper si fece schiacciante tanto che conquistarono ben 6 delle 9 gare previste lasciando due vittorie alla Lotus-Climax e una alla Ferrari, a Monza, ma solo perché i costruttori inglesi non schierarono le proprie vetture al via in segno di protesta in quanto ritenevano l'anello ad alta velocità pericoloso. Il mondiale andò così per il secondo anno consecutivo all'australiano Jack Brabham.
Da sottolineare l'esordio della 246 P, prima Ferrari a motore posteriore, al GP di Monaco. Guidata da Richie Ginther, partì al 9º posto e terminò la gara in sesta posizione.

## Risultati completi
| Anno | Team             | Motore                   | Gomme | Piloti    |     |     |     |  |     |      |     |      |   |     |     | Punti   | Pos. |
| ---- | ---------------- | ------------------------ | ----- | --------- | --- | --- | --- |  | --- | ---- | --- | ---- | - | --- | --- | ------- | ---- |
| 1958 | Scuderia Ferrari | Ferrari V6 da 2417,33cm³ | E     | Hawthorn  | 3   | Rit | 5   |  | 2   | 1    | 2   | Rit  | 2 | 2   | 2   | 40 (57) | 2º   |
| 1958 | Scuderia Ferrari | Ferrari V6 da 2417,33cm³ | E     | Collins   | Rit | 3   | Rit |  | Rit | 5    | 1   | Rit† |   |     |     | 40 (57) | 2º   |
| 1958 | Scuderia Ferrari | Ferrari V6 da 2417,33cm³ | E     | Musso     | 2   | 2   | 7   |  | Rit | Rit† |     |      |   |     |     | 40 (57) | 2º   |
| 1958 | Scuderia Ferrari | Ferrari V6 da 2417,33cm³ | E     | Hill      |     |     |     |  |     |      |     | 9    |   | 3   | 3   | 40 (57) | 2º   |
| 1958 | Scuderia Ferrari | Ferrari V6 da 2417,33cm³ | E     | von Trips |     | Rit |     |  |     | 3    | Rit | 4    | 5 | Rit |     | 40 (57) | 2º   |
| 1958 | Scuderia Ferrari | Ferrari V6 da 2417,33cm³ | E     | Gendebien |     |     |     |  | 6   |      |     |      |   | Rit | Rit | 40 (57) | 2º   |

| Anno | Team             | Motore                   | Gomme | Piloti    |     |  |     |     |  |   |     |     |     | Punti   | Pos. |
| ---- | ---------------- | ------------------------ | ----- | --------- | --- |  | --- | --- |  | - | --- | --- | --- | ------- | ---- |
| 1959 | Scuderia Ferrari | Ferrari V6 da 2417,33cm³ | D     | Brooks    | 2   |  | Rit | 1   |  | 1 | 9   | Rit | 3   | 32 (38) | 2º   |
| 1959 | Scuderia Ferrari | Ferrari V6 da 2417,33cm³ | D     | Hill      | 4   |  | 6   | 2   |  | 3 | Rit | 2   | Rit | 32 (38) | 2º   |
| 1959 | Scuderia Ferrari | Ferrari V6 da 2417,33cm³ | D     | Gurney    |     |  |     | Rit |  | 2 | 3   | 4   |     | 32 (38) | 2º   |
| 1959 | Scuderia Ferrari | Ferrari V6 da 2417,33cm³ | D     | Gendebien |     |  |     | 4   |  |   |     | 6   |     | 32 (38) | 2º   |
| 1959 | Scuderia Ferrari | Ferrari V6 da 2417,33cm³ | D     | Allison   | Rit |  |     |     |  |   |     |     |     | 32 (38) | 2º   |
| 1959 | Scuderia Ferrari | Ferrari V6 da 2417,33cm³ | D     | Behra     | Rit |  | 5   | Rit |  |   |     |     |     | 32 (38) | 2º   |
| 1959 | Scuderia Ferrari | Ferrari V6 da 2417,33cm³ | D     | von Trips |     |  |     |     |  |   |     |     | 6   | 32 (38) | 2º   |

| Anno | Team             | Motore                   | Gomme | Piloti    |    |    |  |     |     |     |   |     |   |  | Punti   | Pos. |
| ---- | ---------------- | ------------------------ | ----- | --------- | -- | -- |  | --- | --- | --- | - | --- | - |  | ------- | ---- |
| 1960 | Scuderia Ferrari | Ferrari V6 da 2417,33cm³ | D     | Allison   | 2  | NQ |  |     |     |     |   |     |   |  | 26 (27) | 3º   |
| 1960 | Scuderia Ferrari | Ferrari V6 da 2417,33cm³ | D     | Hill      | 8  | 3  |  | Rit | 4   | 12  | 7 | Rit | 1 |  | 26 (27) | 3º   |
| 1960 | Scuderia Ferrari | Ferrari V6 da 2417,33cm³ | D     | Gendebien | NP |    |  |     |     |     |   |     |   |  | 26 (27) | 3º   |
| 1960 | Scuderia Ferrari | Ferrari V6 da 2417,33cm³ | D     | von Trips | 5  | 8  |  | 5   | Rit | 11  | 6 | 4   | 5 |  | 26 (27) | 3º   |
| 1960 | Scuderia Ferrari | Ferrari V6 da 2417,33cm³ | D     | González  | 10 |    |  |     |     |     |   |     |   |  | 26 (27) | 3º   |
| 1960 | Scuderia Ferrari | Ferrari V6 da 2417,33cm³ | D     | Ginther   |    | 6  |  | 6   |     |     |   |     | 2 |  | 26 (27) | 3º   |
| 1960 | Scuderia Ferrari | Ferrari V6 da 2417,33cm³ | D     | Mairesse  |    |    |  |     | Rit | Rit |   |     | 3 |  | 26 (27) | 3º   |

| Legenda | 1º posto     | 2º posto | 3º posto    | A punti         | Senza punti/Non class.  | Grassetto – Pole position Corsivo – Giro più veloce |
| Legenda | Squalificato | Ritirato | Non partito | Non qualificato | Solo prove/Terzo pilota | Grassetto – Pole position Corsivo – Giro più veloce |

Carlo Chiti ed Enzo Ferrari osservano Richie Ginther al volante della 246 P.

(*) Indica quei piloti che non hanno terminato la gara ma sono ugualmente classificati avendo coperto, come previsto dal regolamento, almeno il 90% della distanza totale.